# Вюис
Вюи́с (фр. Wuisse) — коммуна во французском департаменте Мозель региона Лотарингия. Относится к  кантону Шато-Сален.

## Географическое положение
Вюис расположен в 50 км к юго-востоку от Меца. Соседние коммуны: Валь-де-Брид на юго-востоке, Сен-Медар на юго-западе, Шато-Вуэ и Обрек на западе, Сотзелен на северо-западе.

## История
- Деревня бывшего герцогства Лотарингия была поделена между сеньоратами Дьёз и Шато-Вуэ.
- В окрестностях Вюисса в августе 1914 года произошло сражение под Моранжем Первой мировой войны.

## Демография
По переписи 2008 года в коммуне проживал 61 человек.	

## Достопримечательности
- Следы галло-романской культуры.
- Церковь Сен-Пьер XVII века, алтарь XVII века.
- Часовня XV века.